# Applied Spectroscopy Reviews
Applied Spectroscopy Reviews (abrégé en Appl. Spectrosc. Rev.) est une revue scientifique mensuelle à comité de lecture qui publie des articles de revue dans tous les domaines de la spectroscopie.
D'après le Journal Citation Reports, le facteur d'impact de ce journal était de 3,243 en 2009. Actuellement, le directeur de publication est Joseph Sneddon (McNeese State University, États-Unis).